# William Collins
William Edward Collins (18 de fevereiro de 1867 - 22 de março de 1911) foi um clérigo anglicano, bispo de Gibraltar de 1904 até sua morte.

## Biografia
William Edward Collins foi o segundo filho de Joseph Henry Collins, engenheiro de minas e escritor de geologia. Ele nasceu em Londres, mas seu pai se mudou para a Cornualha enquanto ele era criança. Um de seus irmãos era Arthur L. Collins, um engenheiro de minas assassinado nos Estados Unidos. Ele foi educado nas escolas de Nuttall e Chanceler em Truro e no Selwyn College, em Cambridge.
Ordenado em 1891, ele começou sua carreira como curador em All Hallows-by-the-Tower na cidade de Londres. Depois de um curto período como professor no seu antigo colégio, tornou-se professor de História Eclesiástica no King's College de Londres, onde permaneceu até a sua ascensão ao Episcopado.  Como Bispo de Gibraltar, ele trabalhou no convento, que era a residência do governador de Gibraltar, embora ele tivesse sua própria casa em Malta. Subprelado da Ordem de São João de Jerusalém, ele morreu em 22 de março de 1911 em Constantinopla. Ele está enterrado na Igreja Anglicana de São João Evangelista, Izmir, na Turquia.
A vida de Collins foi descrita em uma biografia de Arthur James Mason.